# A Morte de Carlos Gardel
A Morte de Carlos Gardel é um filme português, escrito e realizado por Solveig Nordlund, baseado na obra homónima de António Lobo Antunes. É protagonizado por Rui Morrison, Teresa Gafeira e Ruy de Carvalho.

## Elenco
- Rui Morrison… Álvaro
- Teresa Gafeira… Graça
- Carlos Malvarez… Nuno
- Celia Williams… Cláudia
- Ruy de Carvalho… Sr. Seixas
- Elmano Sancho… jovem Álvaro
- Joana de Verona… Leonor
- Diogo Dória… doutor
- Miguel Mestre… jovem Nuno
- Teresa Faria… enfermeira
- Albano Jerónimo… Ricardo
- Maria João Pinho… Cristiana
- Carla Maciel… jovem Raquel

## Prémios
Festival Caminhos do Cinema Português de 2011 (Portugal)
| Categoria    | Resultado |
| ------------ | --------- |
| Melhor filme | Indicado  |

Festival Internacional de Cinema do Uruguai de 2012 (Uruguai)
| Categoria                      | Resultado |
| ------------------------------ | --------- |
| Prémio do Júri de melhor filme | Venceu    |